# Холовичі
Холовичі (пол. Chołowice) — розташоване на Закерзонні село в Польщі, у гміні Красичин Перемишльського повіту Підкарпатського воєводства.
Населення — 60 осіб (2011).

## Географія
Село розташоване на відстані 7 кілометрів на південний захід від центру гміни села Красичина, 14 кілометрів на південний захід від центру повіту міста Перемишля і 55 кілометрів на південний схід від центру воєводства — міста Ряшіва.

## Назва
В ході кампанії ліквідації українських назв Холовичі в 1977-1981 рр. називалися Надбжежна (пол. Nadbrzeżna).

## Історія
У 1880 р. Холовичі належали до Перемишльського повіту Королівства Галичини та Володимирії Австро-Угорської імперії, в селі було 250 жителів (216 греко-католиків, 19 римо-католиків і 15 юдеїв).
У 1939 році в селі проживало 440 мешканців, з них 420 українців-грекокатоликів, 10 українців-римокатоликів, 10 євреїв. Село входило до об’єднаної сільської ґміни Ольшани Перемишльського повіту Львівського воєводства.
Наприкінці вересня 1939 р. село зайняла Червона армія. 27.11.1939 постановою Президії Верховної Ради УРСР село у складі повіту включене до новоутвореної Дрогобицької області. В червні 1941, з початком Радянсько-німецької війни, село було окуповане німцями. В липні 1944 року радянські війська оволоділи селом, а в березні 1945 року село зі складу Дрогобицької області передано Польщі. Українців добровільно-примусово виселяли в СРСР. Решту українців у 1947 р. під етнічну чистку під час проведення Операції «Вісла» було депортовано на понімецькі землі у західній та північній частині польської держави. В село заселено поляків.
У 1975-1998 роках село належало до Перемишльського воєводства.

## Церква
У 1897 р. на місці попередньої мурованої каплиці українці збудували муровану греко-католицьку церкву Чуда св. Михаїла. У 1939-1941 рр. радянські прикордонники використовували церкву під спостережну вежу, а при відході — спалили. До виселення українців була філіяльною церквою, яка належала до парафії Вільшани Перемиського деканату Перемишльської єпархії, надалі перетворена на костел.

## Демографія
Демографічна структура станом на 31 березня 2011 року:
|          | Загалом | Допрацездатний вік | Працездатний вік | Постпрацездатний вік |
| -------- | ------- | ------------------ | ---------------- | -------------------- |
| Чоловіки | 31      | 4                  | 22               | 5                    |
| Жінки    | 29      | 7                  | 18               | 4                    |
| Разом    | 60      | 11                 | 40               | 9                    |